# Teaticket (Massachusetts)
Teaticket es un lugar designado por el censo ubicado en el condado de Barnstable en el estado estadounidense de Massachusetts. En el Censo de 2010 tenía una población de 1.692 habitantes y una densidad poblacional de 484,63 personas por km².

## Geografía
Teaticket se encuentra ubicado en las coordenadas 41°33′45″N 70°35′15″O / 41.56250, -70.58750. Según la Oficina del Censo de los Estados Unidos, Teaticket tiene una superficie total de 3.49 km², de la cual 2.73 km² corresponden a tierra firme y (21.88%) 0.76 km² es agua.

## Demografía
Según el censo de 2010, había 1.692 personas residiendo en Teaticket. La densidad de población era de 484,63 hab./km². De los 1.692 habitantes, Teaticket estaba compuesto por el 94.5% blancos, el 1.18% eran afroamericanos, el 0.47% eran amerindios, el 0.89% eran asiáticos, el 0% eran isleños del Pacífico, el 1.65% eran de otras razas y el 1.3% pertenecían a dos o más razas. Del total de la población el 1.3% eran hispanos o latinos de cualquier raza.